# Robert Wilkinson Furnas

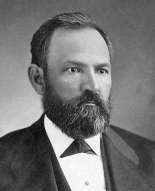
Robert Wilkinson Furnas

Robert Wilkinson Furnas (* 5. Mai 1824 bei Troy, Ohio; † 1. Juni 1905 in Lincoln, Nebraska) war ein US-amerikanischer Politiker und von 1873 bis 1875 der dritte Gouverneur des Bundesstaates Nebraska.

## Frühe Jahre und politischer Aufstieg
Robert Furnas wuchs in Ohio auf, wo er auch die örtlichen Schulen besuchte. Danach verdiente er sich seinen Unterhalt mit verschiedenen Arbeiten wie zum Beispiel Drucker, Versicherungsvertreter, Postangestellter, Verleger und Farmer. Im Jahr 1856 zog er in das Nebraska-Territorium, wo er die Zeitung „Nebraska Advertiser“ gründete und herausgab. Das Blatt befasste sich vor allem mit landwirtschaftlichen und industriellen Angelegenheiten. Furnas war von 1856 bis 1858 Mitglied des territorialen Regierungsrates. Gleichzeitig fungierte er als Leiter der staatlichen Druckerei des Territoriums. Während des Bürgerkrieges kämpfte er zunächst in der territorialen Miliz und später als Oberst im Heer der Union. Nach dem Krieg war er einige Zeit Indianerbeauftragter der Bundesregierung. Von 1869 bis 1873 war er im Vorstand der University of Nebraska. Im November 1872 wurde er als Kandidat der Republikanischen Partei mit 60:40 Prozent der Stimmen gegen den Demokraten H. C. Lett zum neuen Gouverneur von Nebraska gewählt.

## Gouverneur von Nebraska
Furnas' zweijährige Amtszeit begann am 13. Januar 1873. In seiner Regierungszeit musste er sich mit einer großen Trockenheit und einer Heuschreckenplage auseinandersetzen. Beide Ereignisse bescherten der Landwirtschaft erhebliche Ernteeinbußen. Hinzu kam noch eine schwache wirtschaftliche Phase, was die Probleme vergrößerte.
Nach Ablauf seiner Amtszeit als Gouverneur blieb Furnas politisch und gesellschaftlich aktiv. Zwischen 1878 und 1891 sowie nochmals von 1902 bis 1905 war er Präsident der Nebraska Historical Society. Er arbeitete außerdem zeitweise für das US-Landwirtschaftsministerium und war Vorsitzender des Landwirtschaftsrats von Nebraska (State Board of Agriculture). Dieses Amt hatte er von 1869 bis 1874 und von 1884 bis 1905 inne. Zusätzlich war er noch Mitglied zahlreicher anderer Vereinigungen und Organisationen. Robert Furnas starb am 1. Juni 1905. Er war zweimal verheiratet und hatte insgesamt acht Kinder.
Nach ihm ist Furnas County in Nebraska benannt.